# Kongsemnerne
Kongsemnerne är ett historiskt drama av Henrik Ibsen, skrivet 1863. Det utspelar sig tiden 1223–1240, och rör bland annat förhållandet mellan Håkon Håkonsson, Skule Bårdsson och biskop Nikolaus Arnesson. Pjäsen hade urpremiär på Christiania Theater den 17 januari 1864.
Gunnar Bucht gjorde 1966 en operabearbetning av pjäsen, Tronkrävarna.